# Neuves-Maisons
Neuves-Maisons é uma comuna francesa na região administrativa de Grande Leste, no departamento de Meurthe-et-Moselle. Estende-se por uma área de 4,44 km². Em 2010 a comuna tinha 6 708 habitantes (densidade: 1 510,8 hab./km²).

## Geminações
A comuna Neuves-Maisons é geminada com a vila portuguesa da Póvoa de Lanhoso.